# Onze-Lieve-Vrouw van de Zeg

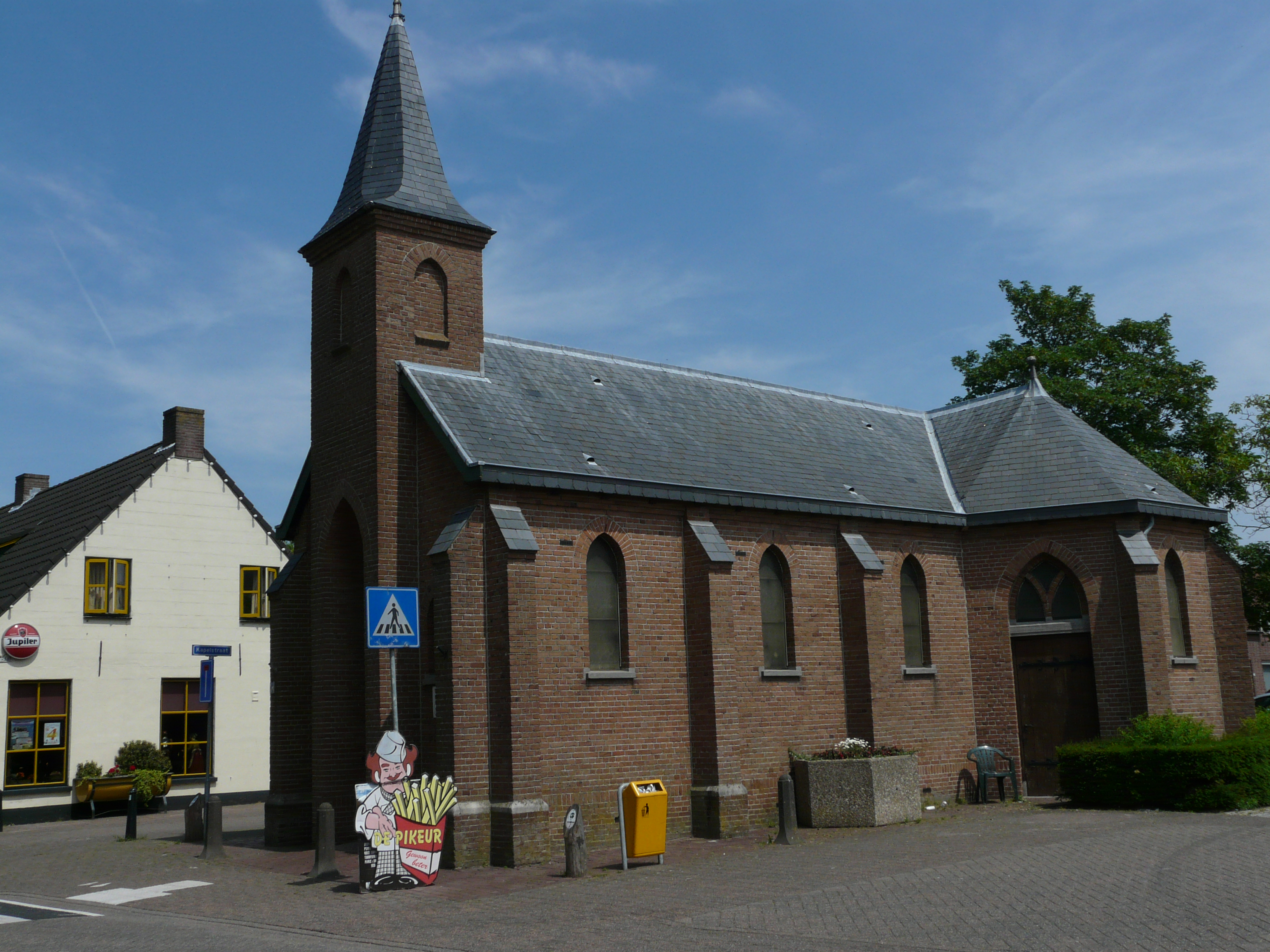
Kapel "Onze Lieve Vrouw van de Zeg"

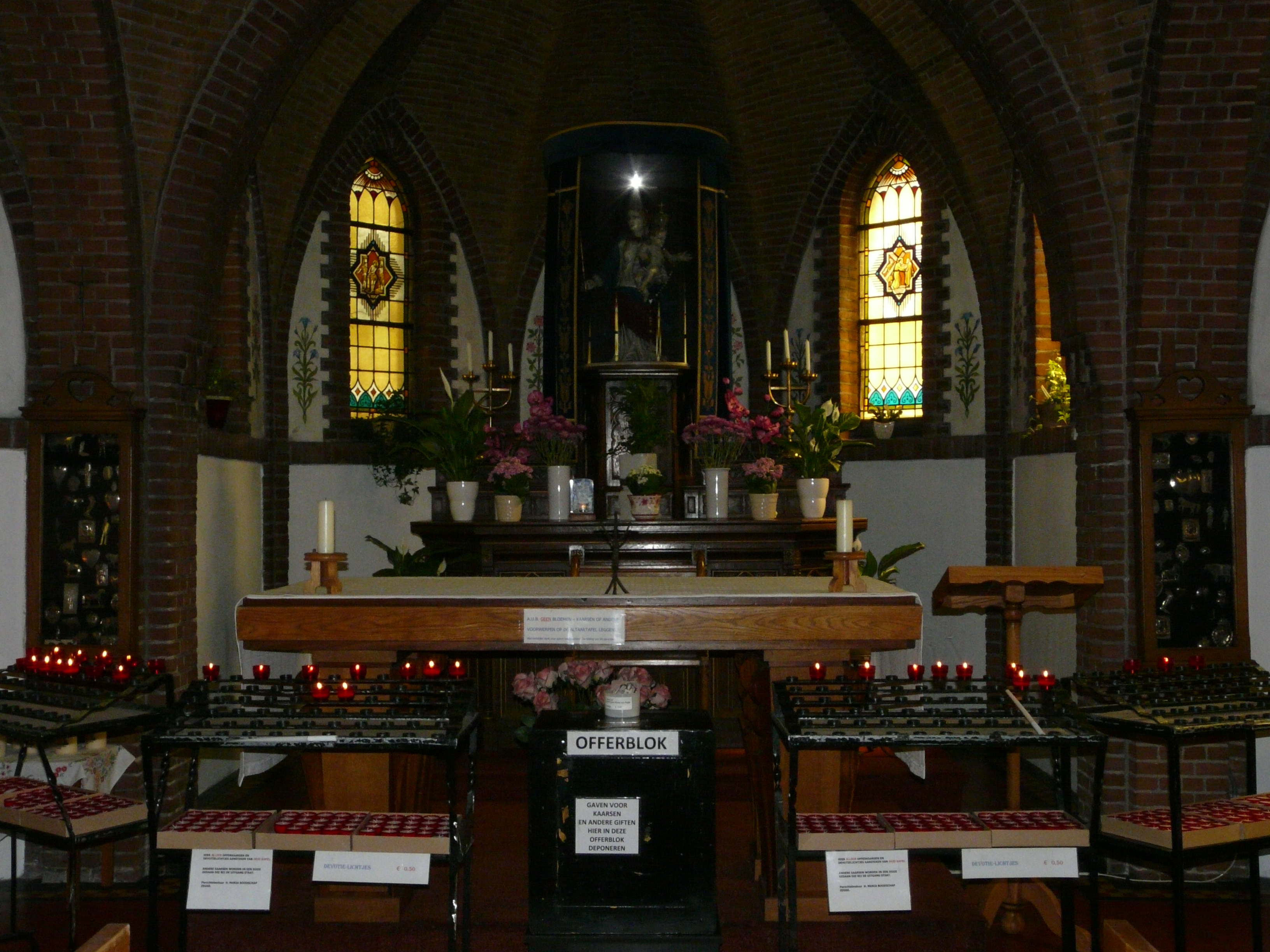
Altaar

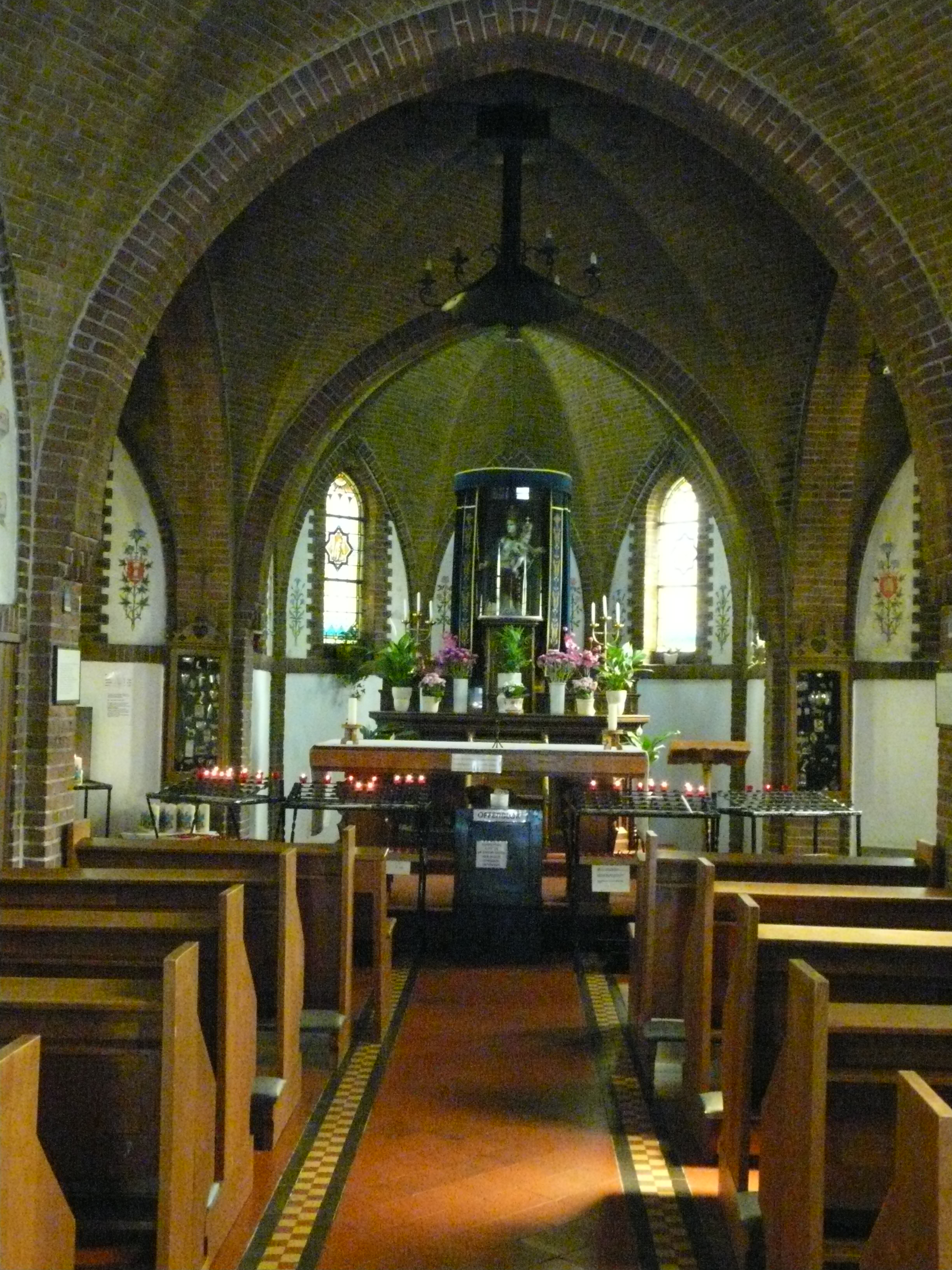
Interieur

Onze Lieve Vrouw van de Zeg is een Mariakapel in de Nederlandse plaats Zegge. Ze bevindt zich aan de Onze Lieve Vrouwestraat 105 en is een bedevaartsoord. Tegenover de kapel staat de Maria Boodschapkerk.

## Geschiedenis
De kapel werd voor het eerst in 1459 genoemd als Capella S. Mariae noviter fundata. Ze was toen blijkbaar pas opgericht en ze viel onder de parochie Roosendaal. Een vrome legende verhaalt van een schipper die tijdens de Sint-Elisabethsvloed van 1421 beloofde een kapel te bouwen als hij behouden aan land zou komen, en zulks geschiedde. De legende is overigens pas in de 19e eeuw opgetekend, en een aantal varianten hierop zijn van nog jonger datum.
Hoewel in de kapel sprake was van een Mariadevotie, is van bedevaarten pas sprake in een document uit 1617. Daarin wordt gemeld dat velen voor gebed samenkomen, maar dat er tevens sprake is van manipulaties en andere onbeschaamdheden, welke door de plaatselijke magistraat ongestraft worden toegestaan. Deze manipulaties zullen ongetwijfeld hebben samengehangen met de toen op handen zijnde Tachtigjarige Oorlog en de bijbehorende ongewisse politieke situatie. In 1622 was er sprake van de Maria Boodschapkapel ofwel: capella Annuntiationis Beatae Mariae Virginis, ad quam in festo Annuntiationis fit peregrinatio. In 1648 werd de kapel voor de katholieke eredienst gesloten en onder meer als school in gebruik genomen. Het Mariabeeld werd naar een boerderij gebracht alwaar Onze Lieve Vrouw beeld rust en geeerd word. Het beeld zou ongeschonden een boerderijbrand hebben doorstaan. Vanaf 1802 werden pogingen ondernemen het beeld weer in de -leegstaande- kapel terug te plaatsen, waartoe een soort burgerwacht werd ingesteld om te voorkomen dat het alsnog uit de kapel zou worden ontvreemd. Pas in 1810 kon de kapel weer door de katholieken in gebruik worden genomen en aldus deed Maria rijke gunsten over allen afdalen. De bedevaarten werden hervat. In 1818 werd de kapel vergroot.
In 1833 werd Zegge een zelfstandige parochie en werd de kapel in eerste instantie als parochiekerk gebruikt. In 1848 kwam echter een parochiekerk tegenover de kapel gereed, de Heilige Maria Boodschapkerk. De kapel werd nog een paar maal verbouwd, maar in 1922 gesloopt en vervangen door de huidige, neogotische, kapel, ontworpen door Jacques van Groenendael. In 1969 en 1998 vonden restauraties plaats. Ook tegenwoordig vinden nog bedevaarten plaats, geconcentreerd op 25 maart (Maria Boodschap). Ook is er dan een processie.

## Interieur
In de kapel zijn vijftien gebrandschilderde ramen aangebracht die de Geheimen van de Rozenkrans voorstellen. Er zijn tal van ex voto's die getuigen van afgebeden genezingen voor menschen en vee. Het gepolychromeerd houten Mariabeeld dateert van eind 17e eeuw en is in een zeer levendige houding vervaardigd. Het kan dus niet het oorspronkelijke beeld zijn, dat immers uit de late Middeleeuwen stamt.